# Stierjoch
Das Stierjoch ist ein 1908 m ü. NHN hoher Berg im Vorkarwendel an der Grenze zwischen Bayern und Tirol südlich des Sylvensteinspeichers.
Er ist einfach zu ersteigen. Der Normalweg führt von Fall über die Lerchkogelalmen (bis dort auch mit dem Mountainbike) zum Gipfel. Alternativ kann man von Fall durch das Krottenbachtal zum Delpssee (1595 m ü. NHN) aufsteigen und von dort nach Nordosten auf den Gipfel.